# Ghorjan
Ghorjan – miasto w Afganistanie, w prowincji Herat. W 2017 roku liczyło 36 800 mieszkańców.